# الفلاسفة الجدد

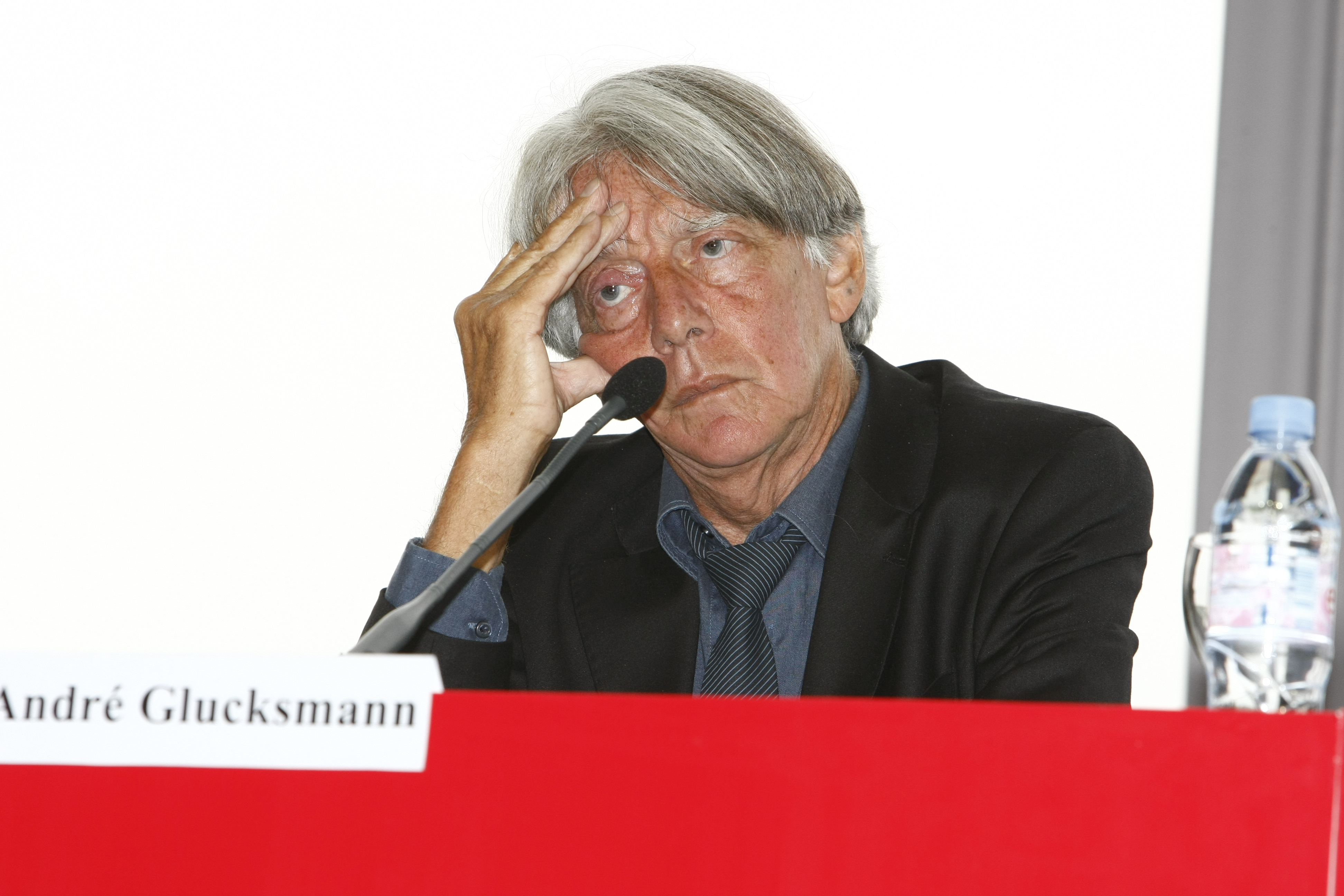

الفلاسفة الجدد (بالفرنسية: Nouveaux philosophes)‏ هو جيل من الفلاسفة الفرنسيين الذين توحدوا بفواصلهم الخاصة من الماركسية في أوائل السبعينيات. ومن بين هؤلاء آلان فينكيلكروت،  أندريه غلوكسمان، وباسكال بروكنر، وبرنارد هنري ليفي، وجين ماري بينويست، وكريستيان جامبيت، وغي لاردرو، وكلود غاندلمان، وجان بول دوله، وجيل سوسونغ. كما انتقدوا المفكر المؤثر للغاية جان بول سارتر ومفهوم ما بعد البنيوية، وكذلك فلسفة فريدريش نيتشه ومارتن هايدغر.

## البدايات
تم إنشاء المصطلح بواسطة برنارد هنري ليفي في عام 1976. معظم الفلاسفة الذين أدرجهم في هذا الوصف لديهم تاريخ سابق من الماركسية قد انشقوا عنه مؤخرًا. أثرت كتابات ألكسندر سولجينتسين وكتاب أرخبيل غولاغ تأثيراً عميقاً على العديد من هؤلاء اليساريين السابقين.  

## سمات اساسية
رفض الفلاسفة الجدد ما اعتبروه عبادة القوة لليسار، وهو تقليد يعودون إليه على الأقل هيجل وكارل ماركس في القرن الثامن عشر والقرن التاسع عشر. لقد جادلوا في أن هؤلاء وغيرهم من «المفكرين الرئيسيين» الذين سعوا إلى إنشاء أنظمة فكرية شاملة قد أنشأوا بالفعل أسس أنظمة القمع. في الآونة الأخيرة استهدف باسكال بروكنر التعددية الثقافية.

## عدم التجانس
يعرّف الفلاسفة الجدد بنوعية سلبية (أي رفض أنظمة السلطة الاستبدادية). في عام 1978، جادل مايكل رايان بأنها موجودة بالاسم فقط: تجانسهم مستمد من اعتناقهم للتغايرية. وقد تم وصفهم على أنهم «اسم علامة تجارية لمجموعة غير متجانسة للغاية من حوالي عشرة مثقفين متماسكين من الخارج أكثر من الداخل... لا يعملون كممثلين لأي حركة أو قوة سياسية محددة بوضوح.» 

## نقد
هوجم الفلاسفة الجدد بصفتهم سطحية وأيديولوجية من قبل النقاد مثل جيل ديلوز،  بيير فيدال ناكيت،  بيير بورديو،  آلان باديو،  جان فرانسوا ليوتارد،  وكورنيليوس كاستورياديس.